# Парси
Парси — члени зороастрійської громади в Індії. Емігрували з Ірану на межі I та II тисячоліть н. е.
Кількість парсів у світі оцінюють приблизно в 100 тисяч осіб.
У основі вчення парсів лежить вчення індо-іранських племен, що має деяку схожість з ведійською релігією Стародавньої Індії.
Для сучасних парсів характерним є складний обрядовий комплекс, частиною якого є щоденна п'ятиразова молитва, а також сім давніх свят. При прийнятті важливих рішень у обов'язковому порядку читаються мантри.
Парси активно борються з релігійною, ритуальною нечистотою. Парс також має максимально зменшити контакт з цими нечистотами — злим, мертвим, брехливим та чужим. Наприклад, для церемонії поховання існують спеціальні люди — насассалари, з якими намагаються не спілкуватись. Померлих парси ховають у цементі.

## Відомі парси
Одним з найвідоміших парсів був соліст гурту «Queen» Фредді Мерк'юрі.